# Hans Neuerburg
Hans Neuerburg (* 2. November 1932; † vor 2004) war ein deutscher Fußballspieler, der für die saarländische Nationalmannschaft aktiv war.

## Karriere
Er spielte von 1954 bis 1957 bei den Sportfreunden Saarbrücken. Zudem wurde er am 3. Juni 1956 in einem Freundschaftsspiel gegen die Reserve der portugiesischen Nationalmannschaft eingesetzt; das Spiel endete 0:0.